# Vojna
Vojna (russisk: Война) er en russisk spillefilm fra 2002 af Aleksej Balabanov.

## Medvirkende
- Aleksej Tjadov som Ivan Jermakov
- Ian Kelly som John Boyle
- Ingeborga Dapkūnaitė som Margaret
- Euclid Kyurdzidis som Ruslan Sjamajev
- Sergej Bodrov som Medvedev